# کریستال سرخ

نماد کریستال سرخ

کریستال سرخ نام یک انجمن و سازمان غیردولتی انسان‌دوستانه است. این نماد که یک قطعه الماس سرخ رنگ را در زمینه سفید نشان می‌دهد آرم بی طرفانه‌ای است که کشورهایی که به دلایل مذهبی با هلال احمر یا صلیب سرخ مخالفند از آن استفاده خواهند کرد.